# Catalyst Fines
Catalyst fines, kurz Catfines sind feinkörnige Katalysatoren, die während der Destillation von Rohöl in Erdölraffinerien beim sogenannten katalytischen Cracken verwendet werden.
Es handelt sich hauptsächlich um Aluminium- und Siliciumoxide (Al2O3 und SiO2). Maximal sind 60 ppm beider Oxide im Schweröl nach dem neusten ISO-Standard zulässig, wobei Aluminium nicht 30 ppm überschreiten sollte. Sie besitzen aufgrund ihrer Porosität eine große wirksame Oberfläche und eine geringe Dichte. Catfines sind hart, spröde und abrasiv. Da sie teilweise in Rückstandsölen verbleiben, die als Kraftstoffe (Schweröl) für Schiffsdieselmotoren verwendet werden, stellen sie eine erhebliche Gefahr für Bauteile des Einspritzsystems sowie der Partner des tribologischen Systems im Zylinder (Kolben, Kolbenringe und Zylinderbuchse) dar. Eine gründliche Aufbereitung des Kraftstoffs an Bord eines Schiffes ist somit erforderlich. Die Trennung der Catfines vom Schweröl kann mittels Separatoren erfolgen. Zusätzlich wird eine Filtration des Kraftstoffs vorgenommen.